# Năng lực liên văn hóa
Năng lực liên văn hóa là một loạt các kỹ năng nhận thức, linh cảm và ứng xử dẫn tới việc giao tiếp thích hợp và hiệu quả với những người thuộc nền văn hóa khác.